# Чушевицко-Покровская волость
Чушевицко-Покровская волость, ранее Чушевицкая волость — административная единица в составе Вельского уезда Вологодской губернии. Известна с 1539 года (как Чушевицы), существовала до 1929 года. Волостной центр — деревня Чушевицы, в 1913 году — д. Великодворская, ранее — Чушевицко-Покровский погост, в XVI веке — Чушевицы.
Духовным центром волости была Чушевицкая Покровская церковь, пятиглавый храм во имя Покрова Пресвятой Богородицы, освящённый в 1807 году.

## История
В 1539 году Чушевицы как волость упоминается в Уставной грамоте Великого Князя Всея Руси Ивана Васильевича (будущего Грозного).

## Население
В 1895 году — 6056 человек, а в 1900 году — 6925.

## Состав
В 1596 году в Чушевицкой волости было 18 деревень, 133 крестьянских двора, 225 жителей.
Названия деревень в 1762 году
Великий Двор, Паюская, Басайловская, Хорошево, Сухой Двор, Подсосенская-Мосиевская, Мосиевская на реке Вага, Пихтина Гора, Щекина Гора, Прилука и /Племянникова?/ Гора тож, Новая Прилука, Бережная, Плоскодворская на реке Ваге, Пукиревская, Фоминогорская и /Засезен Гора?/ тож на реке Ваге, Ивановская на реке Ваге, Спирина Веретея и Спирина тож, Ковда и Владыкина тож, Заболотье на речке Ковда, Пихтеник на речке /Полу…?/.
Названия деревень в 1781 году (с указанием количества домов)
Великодворская-18, Паюская-15, Басайловская-10, Хорошевская-12, Суходворская-10, Подсосенская-7, Среднее Мосиево-11, Пихтинская-5, Щекинская-6, Прилуцкая-15, Новодеревская-17, Бережная-7, Плоскодворская-7, Пукиревская-21, Чигаринская-13, Ивановская-8, Дальняя Ковда-19, Здешняя Ковда-40, Пеструшная-2, Мысовская-3, Дресвянская-2, Фоминогорская-8, Ульянковская-5.
Названия деревень в 1838 году (с указанием количества домов)
Великодворская — 20, Паюская — 21, Басайловская — 15, Хорошевская 13, Суходворская — 11, Подсосенская — 10, Мосиевская — 15, Пихтяна Гора 13, Щекинская — 7, Берег — 12, Плосково — 12, Пукиревская — 23, Чигаринская — 20, Топорищевская — 3, Новая — 24, Зуевская — 4, Барабановская — 2, Нотопошная — 2, Савковская — 6, Ростовская — 7, Красулинская — 5, Владыкинская — 5, Питерская 4, Колотица — 1, Кистина — 1, Пеструшная — 4, Мысовская — 5, Дресвянская — 4, Ивановская 14,  Поливановская — 1, Дорковская — 1, Кузьминская — 2, Прилуки — 26, Ветошная — 2, /Верхосзенская?/ — 3, Михалевская — 2, Лысая Гора — 1, Парищева — 7, Трунова — 8, Заболото — 25, Дальняя Ковда — 22, Дубровская — 8, Толстуха — 3, Ближняя Ковда — 22, Дресвянка — 14, Кайчиха — 2, Пихтинская — 10, Селехова — 2, Ульянковская — 9.

В начале XX века в Чушевицко-Покровской волости было 94 деревни, 1041 двор, 1100 крестьянских хозяйств. В число многодворных деревень входили следующие: Фоминогорская (Чигарин) — 27, Владыкинская (Дальняя) Ковда-26, Заболотье — 24, Спирино (Ближняя Ковда) — 26, Прилуки — 25, Паюское — 25 дворов.

## Инфраструктура
В 1897 году в волости было 25 водяных мельниц, 9 кузниц.